# Самохін Микола Петрович
Микола Петрович Самохін (11 січня 1943, с. Перекопівка, Роменський район, Сумська область — 4 листопада 2009, м. Ромни) — український художник, графік, майстер екслібриса, член громадського осередку художників «Роменська палітра».

## Біографія
Микола Петрович Самохін народився 11 січня 1943 року в с. Перекопівка Роменського району.
Навчався в загальноосвітній школі, де вчителем малювання працював в Віталій Леонтійович Пивоваров, який прищепив Миколі любов до малювання. По закінченню школи навчався у Лохвицькому технікумі харчової промисловості, але мистецтва не полишав.
Під час служби в армії брав участь в оформленні виставки разом з випускниками студії військових художників ім. М. Б. Грекова.
Микола Самохін завжди цікавився історією, краєзнавством.
Довгий час працював у Роменській художній майстерні, був художником–оформлювачем у районному відділі культури та Будинку культури м. Ромни. Багато робіт присвятив оздобленню рідного міста: створив музей матері-героїні О. А. Деревської, численні стенди в краєзнавчому музеї в Ромнах, музей-кімнату І. П. Кавалерідзе в Новопетрівці, оформляв музей Феодосія Сахна в Смілому, музей роменської Центральної районної лікарні.
М. П. Самохін був членом місцевої громадської організації «Роменська палітра».
Брав активну участь у культурно-мистецьких заходах Сумського земляцтва у Києві.
Персональні виставки художника відбулися в Ромнах (2003), Українському фонді культури (Київ, серпень 2003), музеї-майстерні Івана Кавалерідзе (грудень 2004), Роменській картинній галереї (2012).
Роботи художника зберігаються в Роменському краєзнавчому музеї, музеї-майстерні І. Кавалерідзе, Українському фонді культури, Сумському земляцтві у Києві. Подарована автором картина «Наш Роменський край. с. Борозенка» знаходиться у Роменській районній бібліотеці.
Помер 4 листопада 2009 року, похований у м. Ромни.

## Творчість
У творчому доробку майстр живопис та графіка.
Автор серії краєвидів Роменщини, натюрмортів, жанрових композицій.
Займався оформленням книжок та літературно-історичного альманаху «Ромен».
Микола Самохін був майстром екслібриса, постійним учасником міських, районних, обласних виставок з 60-х років. Створив серію екслібрисів, присвячену видатним землякам: скульптору І. Кавалерідзе, поету Й. Дудці, байкарю П. Ключині, народному артисту України С. Шкурату, бандуристу Є. Адамцевичу. Справжнім шедевром з цієї серії є композиція з соборами «Ромен духовний».
Основні твори: «Жертва часу», «Тяжко одному» (1968); «Товариші» (1969); «Дорога до лікарні» (1970); «Перший виліт» (1972); «Світанкові роси» (1974); «У нічному» (1980); «Свідок історії» (1985); «Садиба в Качанівці» (1990); «Роменські вечори» (2000); «Ромен козацький» (2001); «Пам'яті Калнишевського» (2003); «Святодухівський собор» (2005); «Рідна хата. Вулиця Пушкіна» (2006).